# Ribeira (Spanyolország)
Ribeira község Spanyolországban, A Coruña tartományban.  Lakosainak száma 27 111 fő (2024).

## Népesség
A település népessége az utóbbi években az alábbiak szerint változott:
| Lakosok száma | 26 434 | 26 623 | 27 053 | 27 518 | 27 699 | 27 565 | 27 249 | 26 886 | 26 839 | 27 111 |
|               | 2001   | 2004   | 2006   | 2009   | 2011   | 2014   | 2016   | 2019   | 2021   | 2024   |